# Ыт
Ը, ը (арм. ըթо файле, ыт) — восьмая буква армянского алфавита. Создал Месроп Маштоц в 405—406 годах.

## Использование
И в восточноармянском, и в западноармянском языках обозначает звук [ə]. Числовое значение в армянской системе счисления — 8.
Использовалась в курдском алфавите на основе армянского письма (1921—1928) для обозначения звука [ɯ].
В системах романизации армянского письма передаётся как ë (ISO 9985), ě (ALA-LC), y (BGN/PCGN). В восточноармянском шрифте Брайля букве соответствует символ ⠌ (U+280C), а в западноармянском — ⠥ (U+2825).

## Кодировка
И заглавная, и строчная формы буквы ыт включены в стандарт Юникод начиная с версии 1.0.0 в блоке «Армянское письмо» (англ. Armenian) под шестнадцатеричными кодами U+0538 и U+0568 соответственно.

## Галерея

Округлый еркатагир
Прямолинейный еркатагир
Болоргир
Нотргир
Шхагир